# Вчитель на заміну
Учитель на заміну (англ. supply teacher, англ. cover teacher, англ. relief teacher та ін.) — це особа, яка проводить шкільний урок у разі відсутності або недоступності постійного вчителя; наприклад, через хворобу, відпустку, декрет тощо
У Сполучених Штатах такі вчителі знаходять роботу, спершу заповнивши заявку та пройшовши співбесіду в місцевому шкільному окрузі. Після того як їх приймають, їх реєструють в автоматизованій системі виклику, або, наразі, через систему, яка публікує в Інтернеті доступні посади для заступників вчителів. Вчителі-заступники також можуть знайти роботу, звернувшись до приватних шкіл у своєму районі. Більшість вчителів на заміну в США за потреби можуть бути призначені на роботу в усіх академічних предметних галузях (окрім довгострокових призначень на заміну). Заступник, як правило, відповідає за чітке дотримання та виконання планів уроків, які залишив учитель, а також за підтримку порядку та продуктивності учнів. Як і у випадку з лікарями-заступниками, ідея полягає в тому, що існує безперервність між роботою, яку виконує заступник, і роботою, яку виконує основний спеціаліст. Вчителі на заміні працюють з тими ж учнями, що й основний вчитель. Заступники часто можуть працювати в кількох школах в межах одного округу, а також у кількох шкільних округів.

## Загальна кваліфікація
У деяких районах, кваліфікація для викладання на заміні є не такою суворою, як для звичайного вчителя. Більшість областей вимагають наявність вищої освіти, а деякі — успішне складання тестів на компетентність; інші вимагають лише наявність у кандидата диплома про середню освіту або його відповідник; для довгострокових призначень потрібна повна педагогічна освіта. Довгострокові заміни, які можуть бути призначені на весь семестр, як правило, вимагають повну педагогічну кваліфікацію в предметній галузі класу, де буде викладати вчитель. Деякі адміністратори шкіл не наймають вчителів на повний робочий день, якщо вони не мають досвіду викладання на заміні.

## Оплата праці та пільги
Національний альянс вчителів на заміну оцінив середню національну зарплатню вчителя на заміну в Сполучених Штатах у 2015 році в 105 доларів на день із варіативністю від 20 доларів (хоча 3,08 долара за годину є нижче мінімальної заробітної плати в будь-якому штаті) до 190 доларів, не зважаючи на це більшість округів платять значно менше 100 доларів на день. У Коннектикуті, наприклад, звичайна ставка в місті чи в окрузі складає близько 80 доларів США на день (або 11,43 доларів США на годину). Декілька державних шкіл оплачують до 150 доларів на день. Альянс також повідомив про суттєві відмінності в пільгах: вчителі-заступники в деяких округах не отримують жодних пільг, тоді як інші вчителі отримують оплачуваний лікарняний, пенсію чи інші доплати, особливо в районах, де вчителі на заміні входять до профспілки. Порівняно нижча заробітна плата працівників шкільних округів часто пояснюється коротшим робочим днем (6,22–7,17 годин). Час, який приватні працівники проводять на роботі щодня є довшим приблизно на 15 %.
| Середня зарплата США (2015)                    |                    |
| ---------------------------------------------- | ------------------ |
| Директор                                       | 90 410 доларів США |
| Вчитель                                        | 56 282 долари США  |
| Вчитель на заміну (якщо відпрацьовано 182 дні) | 14 560 доларів США |

У США вчителів-заступників також можуть направляти в шкільні округи агентства, а вчителі на заміну в свою чергу можуть працювати в кількох шкільних округах через одне агентство.
В Австралії заробітна плата може відрізнятися в залежності вд штату та сектору. Вчителі на допомогу повинні бути повністю кваліфікованими педагогами. У штаті Вікторія вчителі на заміну в державному секторі заробляють 383,13 доларів на день (станом на 1 жовтня 2020 р.), а вчителі Католицької школи можуть заробляти 41 долар на годину або 246 доларів на день, тоді як у державній шкільній системі Нового Південного Уельсу вчителі можуть заробляти від 239 до 327 доларів на день залежно від їхнього досвіду.
В Республіці Ірландія вчителі на заміну в школах середньої освіти отримують оплату в розмірі 46,85 євро за годину для кваліфікованих вчителів і 40,85 євро для вчителів без кваліфікації. У початкових школах вчителі з вищою освітою отримують зарплату в розмірі 164,26 євро на день.
У Канаді вчителі на заміну/допоміжні вчителі є повністю сертифікованими вчителями, і вони отримують регулярну заробітну плату, якщо їх найняли на тривалий термін (LTO), або оплачується щоденна ставка приблизно від 240 до 300 доларів США на день.
У Об'єднаному Королівстві вчителям-заступникам, яких найняв місцевий орган управління освітою або безпосередньо школа, потрібно надавати щоденну ставку в розмірі 1/195 річної зарплати, на яку вони мали б право, якби вони працювали на цій посаді на повний робочий день. Це правило не поширюється на вчителів, яких найняли через агенції, якщо тільки вони не працюють у тій самій установі, яка взяла їх на роботу більше 12 тижнів, але, незважаючи на це, денні ставки зазвичай становлять близько 100—125 фунтів стерлінгів.

## День Вчителя на заміну
У Сполучених Штатах відзначають День вчителя на заміну, який був заснований Національною освітньою асоціацією (Rinaldi). Мета цього дня полягає в тому, щоб висвітлити роль і важливість вчителя на заміну, надаючи інформацію про цю унікальну професію, захищаючи вчителя та допомагаючи підвищити вдячність та повагу до нього. Цей день також зосереджується на потребах вчителів-заступників, які являють собою кращу заробітну плату, пільги для здоров'я та постійний професійний розвиток. Дехто відзначає День вчителя на заміну в 3 п'ятницю листопада під час Тижня американської освіти.
Національний тиждень вдячності вчителям-заступникам, або ЗамТиждень (SubWeek), також відзначається в деяких округах США і проводиться в перший повний тиждень травня.